# Натуфийская культура
Натуфийская культура — археологическая культура эпипалеолита (мезолита). Существовала на территории Леванта около 12 500—9500 лет до н. э., предположительно развившись на основе гибрида местной, но более ранней кебарской культуры, и мушабийской культуры. Среди основных занятий натуфийцев были охота, рыболовство и сбор зерна дикорастущих злаков, для чего они делали специальные жатвенные ножи и строили зернохранилища. Натуфийцы были предшественниками первых земледельческих культур региона, некоторые исследователи полагают, что переход от собирательства к возделыванию злаков первыми в мире совершили сами натуфийцы. Они наряду с носителями соседней зарзийской культуры были одними из первых людей, которые одомашнили собак: в их погребениях, датируемых примерно 10 000 годом до н. э., обнаружены скелеты щенков и взрослых собак, похороненных рядом с человеком.
Выделена британской исследовательницей Дороти Гаррод в 1928—1932 годах. Названа по Вади-эн-Натуф, на берегу которого в пещере Шукбана (27 км к северо-западу от Иерусалима) были сделаны первые находки.

## Распространение и периодизация
По данным радиоуглеродного анализа, культура существовала примерно между 12 500 и 9500 годами до н. э. Это время делят на два периода: ранний (примерно с 12 500 до 10 800 года до н. э.) и поздний (с 10 800 до 9500). Памятники натуфийской культуры обнаруживаются в Израиле в центральной его части, в долине Иордана, южнее до Египта и севернее до Евфрата.

## Жилища
Дома натуфийцев представляли собой полуземлянки, часто с каменным основанием, облицованным смесью глины и песка. Над поверхностью земли сооружалась столбовая конструкция, поддерживающая камышовую кровлю. Следов использования необожжённого кирпича, распространённого в данном регионе в последующие периоды (докерамический неолит), не найдено. Жилища в плане были круглыми или овальными и имели диаметр 3—6 метров. В центре помещался круглый или четырёхугольный открытый очаг. Всё поселение по площади могло достигать 1000—3000 м² и быть домом для 100—150 человек.
Относительно небольшая часть натуфийцев жила в пещерах (поселения Мугарет Кабара, Мугарет эль-Вад).

## Предметы быта
Натуфийцы изготовляли микролиты: мелкие каменные орудия, такие как наконечники стрел и лезвия, размещаемые на деревянной или костяной основе для получения серпов жатвенных ножей. Появляются попытки шлифования камня. Для растирания зерна применялись каменные ступы (высотой до 80 см и весом до 100—150 кг) и песты, иногда — углубления, выдолбленные прямо в скале.
Большое распространение имели наконечники гарпунов и рыболовные крючки, изготовленные из кости. Найдены ёмкости, сделанные из скорлупы страусиного яйца. Обнаружены также костяные орудия, аналогичные использующимся для плетения корзин, однако прямых доказательств производства натуфийцами корзин не найдено. Предположение об использовании корзин также позволяет объяснить тот факт, что ямы-зернохранилища хотя и присутствуют в натуфийских поселениях, но довольно редки.

## Питание
Остатки растительной пищи натуфийцев плохо сохранились, тем не менее, удалось определить, что в их рацион входила дикая пшеница, бобы, миндаль, жёлуди, фисташки. Находки костей свидетельствуют, что основной добычей в охоте натуфийцев были газели (обыкновенная газель и джейран), реже — олени, дикие быки, кабаны, онагры. Подобный набор названий животных реконструируется лингвистами для прасемитского языка как описывающий экологическую нишу его прародины.
В долинах рек (например, Иордана), приобретала значение ловля рыбы. В пещерах в заповеднике Нахаль-Меарот в Израиле учёные из Института археологии им. Зинмана Университета Хайфы нашли свидетельства того, что натуфийцы ели змей и ящериц примерно 15 000 лет назад.
14,4 тыс. л. н. в Чёрной пустыне на северо-востоке Иордании на поселении Шубайка 1 (Shubayqa 1) охотники-собиратели натуфийской культуры пекли хлеб из диких злаков и корнеплодов. Анализ органических следов в каменных ступках, найденных в пещере Ракефет в юго-восточной стороне горы Кармель (Израиль), показал, что натуфийцы производили пиво около 13 тыс. лет тому назад из пшеницы и ячменя ещё до того, как начали зерновые культуры использовать для выпечки хлеба. Древнее пиво было похоже скорее на кашу, чем на пенный напиток.

## Искусство
Найдены многочисленные натуфийские украшения из раковин и зубов животных (ожерелья, нашивки на одежде, головные уборы), причём между украшениями из разных поселений заметны стилевые различия, вероятно, отражающие существовавшее деление на племена. Орудия оформлялись геометрическим орнаментом (сеть, зигзаги, волны), помимо этого встречаются резные изображения животных на рукоятках костяных орудий. Обнаружены образцы круглой скульптуры. Чаще всего изображаются газели и другие жвачные (возможно, тотемные животные), гораздо реже встречаются фигуры людей, найдены статуэтки сов, собак, черепах и других.
Исследование 2023 года показало, что примерно 15 тысяч лет назад натуфийцы уже обладали умением создавать растительную краску и окрашивали бусины из раковин моллюсков.

## Погребения

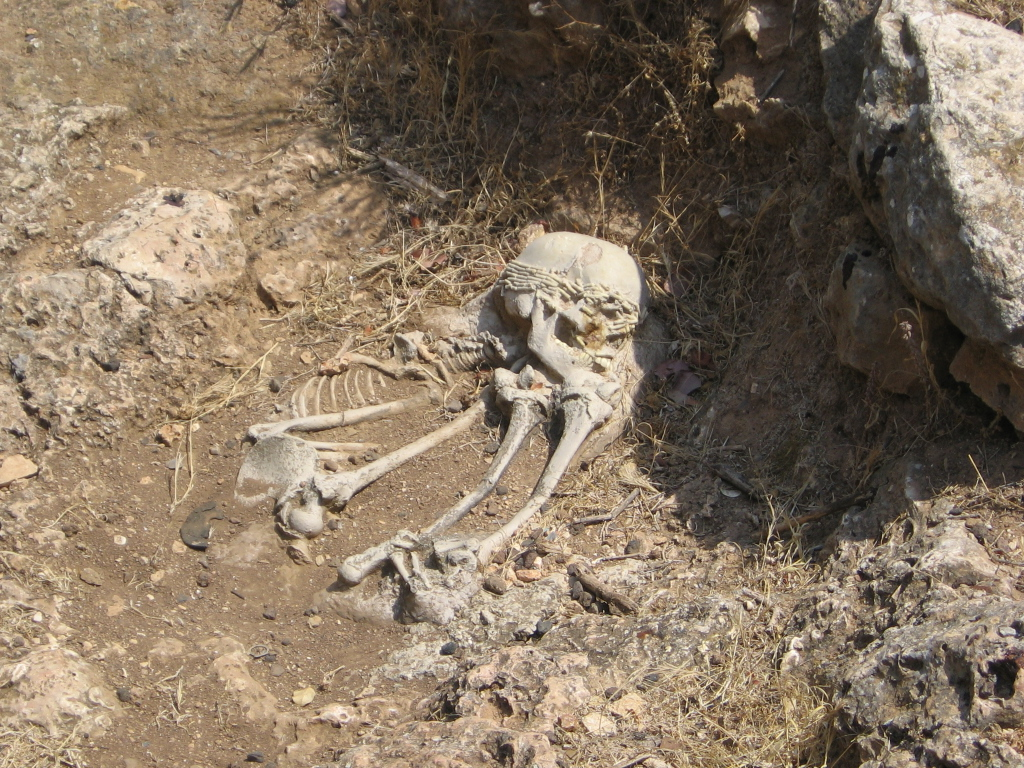
Натуфийское погребение (заповедник Нахаль-Меарот, Израиль)

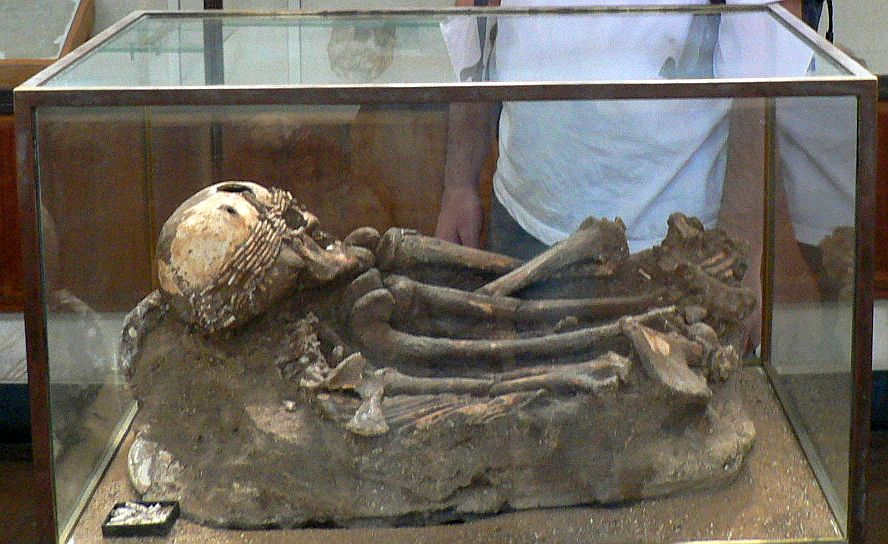
Натуфийское погребение – Homo 25 из пещеры Эль-Вад на горе Кармель

Погребения натуфийцев располагались чаще всего в заброшенных домах их поселений, реже — в пещерах (Кармель, Иудейские горы). Иногда на могилы клали известняковые глыбы. Труп могли располагать как на спине, так и в позе эмбриона, какой-либо строгой ориентации по сторонам света также не соблюдалось. Для усопшего в могиле изготовлялось ложе из раковин, вместе с ним клали украшения, кости животных. Сверху могила часто посыпалась охрой. В некоторых поселениях практиковалось отделение черепа, оформление его раковинами и хранение отдельно от тела (Хайоним, Нахаль Орен, Айн-Маллаха).
Помимо одиночных погребений, встречаются и коллективные (особенно в ранний период). Есть признаки того, что старые могилы разрывались для новых захоронений. Коллективные вторичные погребения с сильно скорченными скелетами древнее индивидуальных с менее скорченными костяками.
Примерно треть найденных скелетов принадлежит детям.
В 2008 году группой археологов из Еврейского университета в Иерусалиме под руководством Лиор Гросман (англ. Leore Grosman) в районе Нижней Галилеи (Израиль) было найдено захоронение по меньшей мере 28 человек, произведённое около 12 000 лет назад. Среди обнаруженных захоронений — могила служительницы древнего культа. Тело лежало на боку и было прижато к земле массивными камнями на голове, тазу и руках. Также в могиле находилось 50 черепаховых панцирей, скелет одной человеческой ноги и части скелетов животных (орла, дикого кабана, леопарда, куницы, коровы).
У натуфийцев из Хайонима заметно уклонение пропорций конечностей в тропическую (экваториальную) сторону, также как в Тафоральте в Марокко и в Афалу-бу-Руммель в Алжире. В отличие от других натуфийских погребений, в могильных ямах пещеры Хайоним найдено очень много кремнёвых орудий. На пяти стоянках натуфийской культуры отложения перекрывают нижележащие слои кебарской культуры (Вади Фалла, Ябруд, Кебара, Хайоним, эль-Хиам).

## Связи с соседними регионами
В Айн-Маллахе найден обсидиан из Анатолии и раковины моллюсков из реки Нил. Базальтовые орудия из поселения на горе Кармель были принесены с Голанских высот (расстояние около 100 км).
Предполагается, что от натуфийской культуры берёт своё начало древнеегипетская харифийская культура.
Доказано генетическое родство натуфийской и иберо-мавританской культуры.
Конец натуфийской культуре положила тахунийская культура.

## Палеогенетика
У натуфийских охотников-собирателей из пещеры Ракефет на склоне горы Кармель обнаружены Y-хромосомные гаплогруппы E1b1, CT и митохондриальная гаплогруппа N1b. В геноме шести натуфийцев с территории Израиля, также как и в геноме охотников-собирателей с территории Ирана, выявлена самая высокая доля наследия базальных евразийцев, известных очень маленьким количеством или полным отсутствием неандертальской примеси.